# Efecte Weinstein

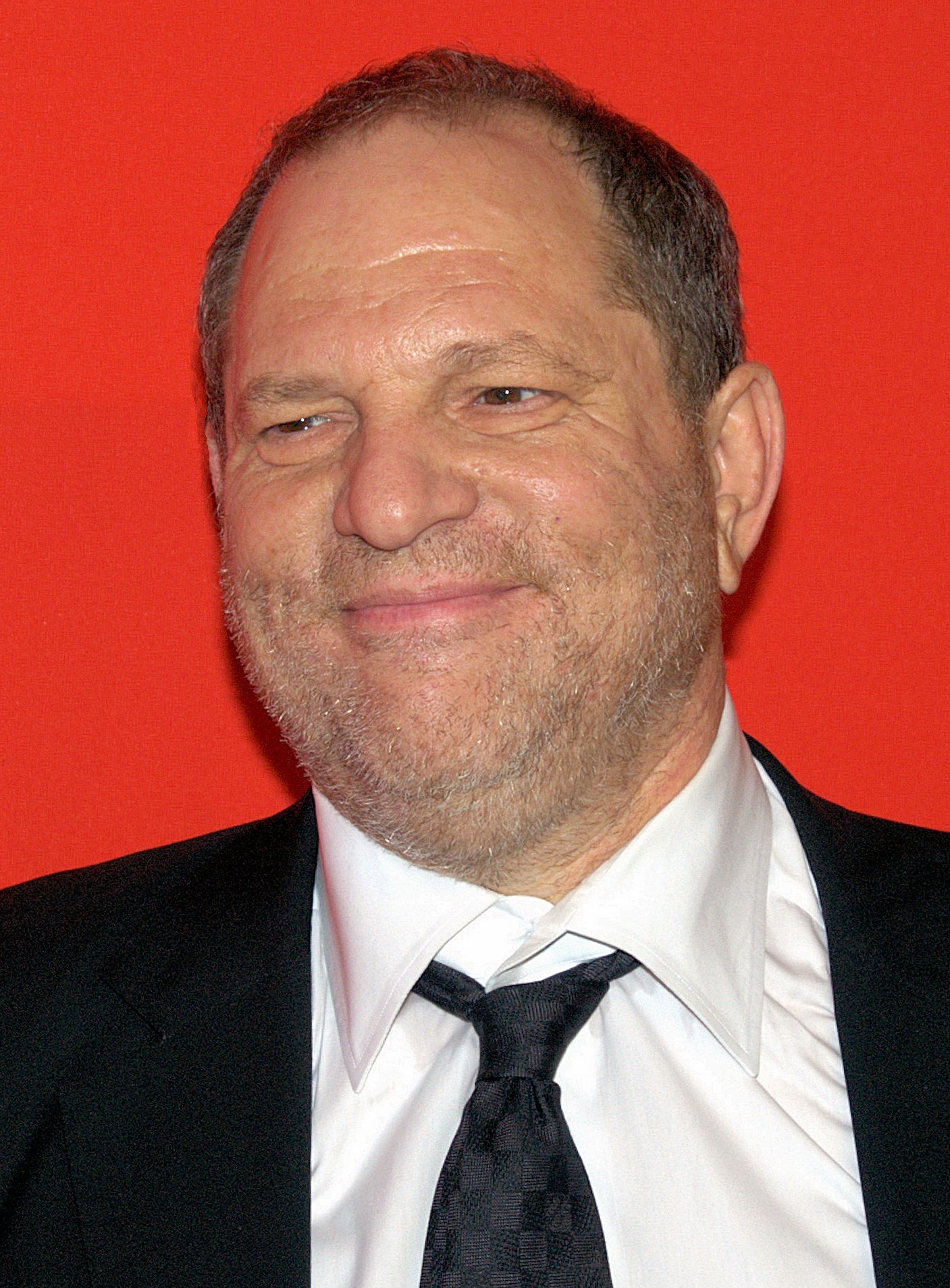
Fotografia del productor Harvey Weinstein, del qual en pren el nom.

L'efecte Weinstein és una tendència global iniciada l'any 2017 en la qual s'acusa personalitats públiques o famoses d'haver comès una agressió sexual. El terme es va començar a utilitzar per descriure l'onada mundial d'acusacions que va iniciar-se l'octubre de 2017 als Estats Units arran de les denúncies d'abús sexual perpetrades per Harvey Weinstein, productor de cinema. Aquestes acusacions per part de diverses dones es van descriure llavors com el "punt d'inflexió" que va precipitar un gran rebuig popular i mediàtic contra l'assetjament sexual.
La subseqüent campanya #MeToo ("jo també" o "a mi també") va animar milers de dones a compartir les seves experiències d'assetjament i agressió sexuals. Això va provocar una allau d'al·legacions que va desembocar en l'acomiadament de molts homes en posicions de poder als Estats Units i arreu. En el món de l'espectacle, diversos actors i directors van ser acomiadats. Alguns dels casos més prominents van ser els de l'actor Kevin Spacey i el cineasta Brett Ratner, qui reberen com a mínim sis acusacions respectivament. Més de 300 dones van acusar el cineasta James Toback d'assetjament sexual. Més acusacions van fer-se públiques dins el món del periodisme (afectant editors, executius i presentadors), en contexts polítics (afectant la Casa de Representants i senadors), i també en el món de la cuina i les finances.